# Adil Girej
Adil Girej (krymskotat. Adil Geray, 1617–1672) – chan krymski 1666-1671. W 1666 obrany chanem, prowadził politykę przyjazną Rzeczypospolitej. W 1669 kandydat na tron polski (w wypadku obrania musiałby zostać ochrzczony).
Usunięty w 1671 przez sułtana ruszającego na wojnę z Rzecząpospolitą.